# سيلبرتي إيدج
سيلبرتي إيدج (بالإنجليزية: Celebrity Edge)‏ هي سفينة سياحية والتي تملكها وتديرها سيلبرتي للرحلات البحرية. تم بناءها بواسطة شركة شانتيي دو لاتلونتيك في سان نازير، وهي السفينة الأولى في فئة سفن الشركة إيدج، وأكبر السفن ضمن أسطول الشركة بجانب شقيقتها سيلبرتي إيبكس.

## نبذة
أعلنت مجموعة رويال كاريبيان وهي الشركة الأم المالكة لسيلبرتي للرحلات البحرية في 4 ديسمبر 2014، أنها انتهت من طلب سفينتين جديدتين من شأنها أن تشكل فئة جديدة من سفن أسطول سيلبرتي للرحلات البحرية. كانت السفينتان في إطار مشروع الفئة إيدج وكان من المخطط أن تكون كل واحدة منهما تزن 117000 طن، بسعة تستضيف تبلغ 2900 راكب. بتكلفة اجمالية مليار دولار أمريكي للسفينة الواحدة.
في 21 نوفمبر 2016 تم الإعلان عن اسم السفينة باسم سيلبرتي إيدج وذلك خلال الاحتفال ببدء أعمال بناء السفينة في حوض بناء السفن
وبعد 23 شهرًا من بدء البناء تم تسليم سيلبرتي إيدج إلى سيلبرتي للرحلات البحرية في 31 أكتوبر 2018. ولحق ذلك بدء موسمها الافتتاحي في 6 نوفمبر 2018 بإبحار عبر المحيط الأطلسي من فرنسا إلى فورت لودرديل بولاية فلوريدا. وبدأت بسلسلة من الرحلات التجريبية لمدة ثلاثة أيام في 21 نوفمبر و 24 نوفمبر و 1 ديسمبر و 6 ديسمبر.
بدأت أولى رحلاتها الرسمية في 9 ديسمبر 2018، حيث زارت موانئ كي ويست وغراند كايمان وكوستا مايا. ومنذ ديسمبر 2018 تقوم بتشغيل رحلات بحرية أسبوعية في شرق وغرب الكاريبي خلال فصل الشتاء،  والإبحار في البحر الأبيض المتوسط خلال موسم الصيف.
جُهزت سيلبرتي إيدج بما يعرف ب«البساط السحري»، وهي منصة باللون البرتقالي ذات دعامة معلقة على طول الجانب الأيمن من السفينة وتتحرك عموديًا بين الطوابق العلوية والسفلية. تم تصميم المنصة لتسهيل الركوب والخروج من السفينة بشكل سلس وأيضًا صالة للضيافة على مساحة أكبر للضيوف عند التواجد في البحر.
وإضافة غرف بشرفات «شرفة بلا حواجز» التي تدمج أفنية الشرفة في هيكل الكابينة، ومطعم في الخلف مكون من ثلاثة طوابق وعرض مسرحي يسمى «عدن»، بالإضافة إلى حديقة خارجية على السطح العلوي. كما أنها مصممة أيضًا لزيادة كفاءة استهلاك الوقود إلى أقصى حد من خلال «السطح المخروطي»، وهو قوس يرتفع عموديًا نحو أسطحه يوفر تغليفًا إضافيًا للقوس المنتفخ ويضم أيضًا مراوح لتقليل قوة الجر.